# うふふのぷ
『うふふのぷ』は、2007年4月7日から2008年3月29日まで、関西テレビの制作により、フジテレビ系列で生放送されていたワイドショー番組である。放送時間は毎週土曜8:30 - 9:55（JST）。

## 概要
前番組『ベリーベリーサタデー!』の後継番組として開始された本番組だが、司会のえなりかずきのスケジュールの都合などもあり、番組開始から1年後の2008年3月29日の放送をもって終了した。
本番組でVTRのみの出演だった山口智充は、後番組として2008年4月5日から2020年3月28日まで放送されていた『にじいろジーン』では総合司会を担当していた。また、本番組のスタジオレギュラーだったガレッジセールも引き続き司会グループの一員として出演していた。

## 出演者
司会
- 内藤剛志
- えなりかずき

レギュラー
- ガレッジセール
  - ゴリ
  - 川田広樹
- 田丸麻紀
- 山口智充（VTRのみ）
- 金子貴俊

お天気担当
- 山本悠美子（当時関西テレビアナウンサー）

ナレーター
- 豊田康雄（関西テレビアナウンサー）
- あおい洋一郎
- 松尾明子

## 内容
最後まで放送されたコーナー
- ぐっさんのトーキョーほッ。

"ぐっさん"こと山口智充が東京各所の人気スポットや隠れた名所をゲストの芸能人と共に訪れ、体験する。
初期
- ザ・グッドニュース

その週のニュース・事件・事故ではなく、その陰に埋もれた「グッドニュース」を世界各地を取材し取り上げる。
- 万事急須〜ちょっと一駅〜

リポーターが、急須ひとつ持って日本全国を行脚。日本の最北端の駅を出発し、地元の住民から、最近の身近に起こった話を聞き、取材する。
- その瞬間（とき）!

子供や孫の普段の行動が気になる、働く父親や田舎の祖父母に対し、子供や孫の決定的瞬間を隠し撮り、VTRをもって父親の働く会社へ、祖父母のいる田舎へと持参する企画。
- 料理人の名刺

料理人オススメのお店の名刺をもらい、料理人自身が認める「絶品料理」を求め、それを繰り返して全国を旅するグルメ企画。リポーターは金子貴俊。
後期
- うふふかんたんレシピ

金子貴俊が料理研究家こうちゃんと一般家庭を訪れ、冷蔵庫の中にある食材を使って、簡単に出来る料理を伝授する。
- うふふキレイ計画

後番組『にじいろジーン』へは「にじいろミラクルチェンジ」のコーナーとして、そのまま引き継がれている。

## 備考
- 番組の仮タイトルは当初、『前略、日本のみなさま』が挙げられていた。
- 番組オープニングは「おはようございます。うぷぷのぷ、今週のラインナップ!」という全国各地の一般視聴者によるタイトルコールに続いて、当日の放送内容がヘッドライン形式で紹介され、アニメによるオープニングタイトルの後、スタジオのえなり達が「おはようございまーす」と挨拶した。

## スタッフ
- 構成:松永英隆、佐久間貴司、根宜利彰、やまだともカズ、星知美
- ブレーン:小松照昌
- リサーチ:フルタイム
- TD (テクニカルディレクター) :西村武純（KTV）
- CAM (カメラ) :日浅宏一・鈴木智雄（KTV）
- VE (ビデオエンジニア) :高橋辰夫（KTV）
- 音声・MA:永田誠（KTV）
- 照明:中村貴志（KTV）、大阪共立
- VTR編集:堀田秀治（KTV）
- 効果:西原長治
- 美術:杉山茂光（KTV）
- セットデザイン:井内克信
- 美術進行:青木繁
- 大道具:つむら工芸
- 衣裳:岡本忠治
- 装飾:筒井由佳
- 電飾:松野栄司
- メイク:ビーム
- 生花装飾:山本猛
- タイトル:芦原祥浩
- CG:谷信之（インフォルメ）
- スチル:テレビフォト工房
- TK (タイムキーパー) :中嶋多実子
- 編成:小寺健太（KTV）
- 広報:前田香久（KTV）
- 取材ディレクター:若松雅也（メディアプルポ）、木邑裕介（D-REC）、森栗唯（東通企画）、植木善晴（植木商店）、村井伸一、酒井倫太郎
- 海外ロケマネージャー:三井朝子、瀬尾えり子
- 協力プロデューサー:柴垣早智子（吉本興業）、立石憲一郎（ジャパンPRODUCE）
- AP (アシスタントプロデューサー) :池田佳也
- ディレクター:東野和全・岸本陽介・谷口博邦・高橋諒太（KTV）
- 演出:近藤兵衛（KTV）
- プロデューサー:小川悦司（KTV）
- 技術協力:イングス、テレコープ、ウエストワン
- 取材スタッフ協力:D-REC、メディアプルポ、東通企画、ジャパンPRODUCE、植木商店、nouveau
- 制作著作:関西テレビ